# 宋海林
宋海林（韓語：송해림，1985年1月12日—），韓國女子手球運動員，亦是韓國國家女子手球隊隊員。
2008年，宋海林代表韩国參加中國北京舉行的奥林匹克运动会女子手球比賽，最終贏得一面銅牌。